# Joseph Cheng Tsai-fa
Joseph Cheng Tsai-fa (chinesisch 鄭再發, Pinyin Zhèng Zàifā; * 4. Juli 1932 in Xiamen, Provinz Fujian, China; † 2. September 2022 in Neu-Taipeh, Taiwan) war ein taiwanischer Geistlicher und römisch-katholischer Erzbischof von Taipeh.

## Leben
Joseph Cheng Tsai-fa trat im Alter von 13 Jahren in das Kloster St. Domus in Zhangzhou ein. Er studierte Philosophie am Hong Kong South China Seminary. Ein Jahr später wurden er und fünf Priesteramtskandidaten zu weiteren Studium nach Rom geschickt und erhielt 1954 den Magisterabschluss in Philosophie. Am 21. Dezember 1957 empfing er in Rom die Priesterweihe. 1958 erwarb er einen Abschluss in Theologie und führte sein Studium auf den Philippinen weiter. 1962 erwarb er einen Abschluss in Pädagogik an der Katholieke Universiteit Leuven.
Auf Einladung von Luo Guanggong, damaliger Professor für chinesische Philosophie an der Universität Chuanxin, kam er im Frühjahr 1953 zurück nach Taiwan und war dort in der Seelsorge in Dawan tätig. 1965 wurde er Vizerektor der Biyue-Schule für Theologie und Philosophie und leitete die Vorbereitungen für die Errichtung eines Knabenseminars. Ein Jahr später wurde das Kleine Seminar fertiggestellt und Cheng Tsai-fa übernahm für zehn Jahre die Leitung des Knabenseminars des Bistums Tainan in Dayi. 1972 wurde er Rektor der Di Guang Girls' Senior High School.
Papst Johannes Paul II. ernannte ihn am 3. Dezember 1990 zum Bischof von Tainan. Die Bischofsweihe spendete ihm der emeritierte Bischof von Tainan, Paul Ch’eng Shih-kuang, am 2. Februar des darauffolgenden Jahres. Mitkonsekratoren waren Joseph Ti-kang, Erzbischof von Taipeh, und Paul Shan Kuo-hsi SJ, Bischof von Kaohsiung. Sein bischöfliches Motto war Amare et ministrare.
Am 24. Januar 2004 berief ihn Papst Johannes Paul II. zum Erzbischof von Taipeh. Von 2003 bis 2008 war er Pro-Präsident der Chinese Regional Bishops’ Conference.
Papst Benedikt XVI. nahm am 9. November 2007 sein aus Altersgründen vorgebrachtes Rücktrittsgesuch an. Joseph Cheng Tsai-fa verstarb am 2. September 2022 nach langer Krankheit im Alter von 90 Jahren im Keng Hsin Krankenhaus in Neu-Taipeh.